# Вулиця Петра Калнишевського (Херсон)

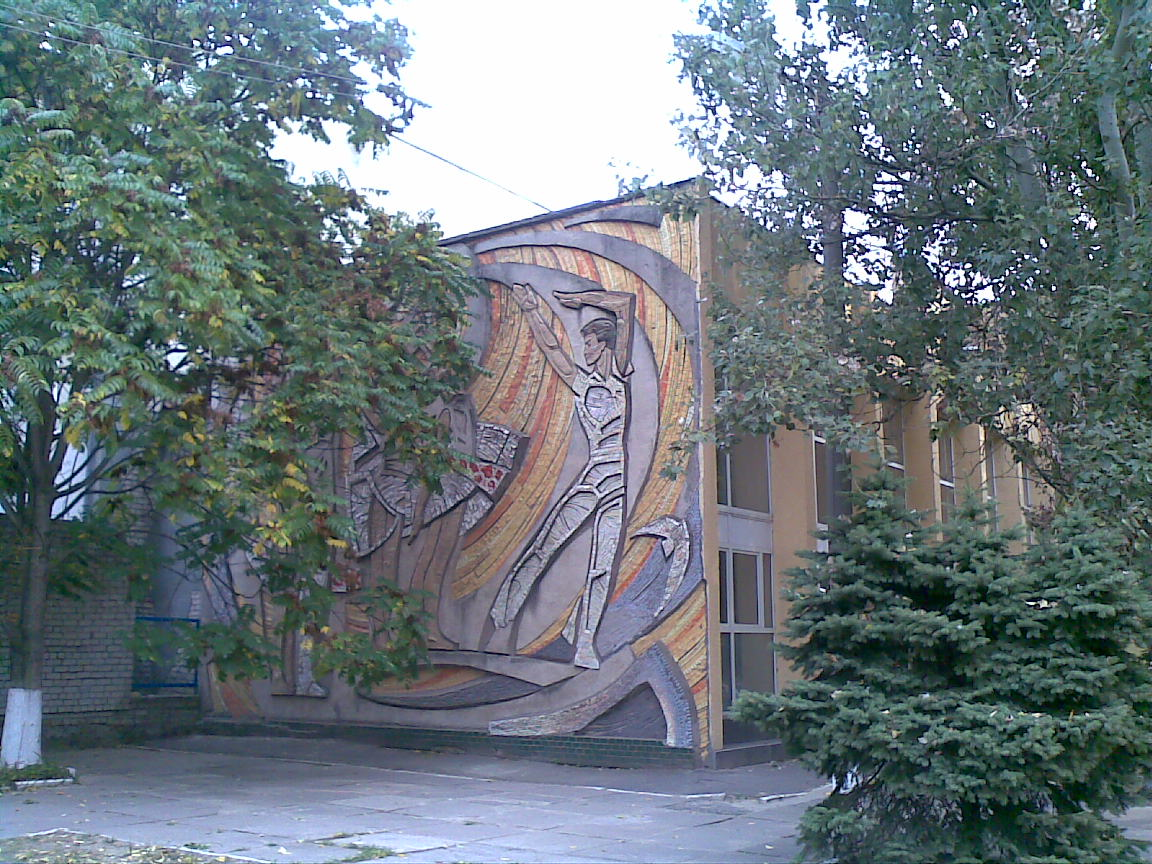
Мозаїка на будівлі ДЮСШ № 3

Вулиця Петра Калнишевського — вулиця в Центральному районі Херсона. З'єднує вулицю Перекопську з Гімназичною. Невелика за довжиною, складається з двох кварталів, що спускаються до Дніпра.

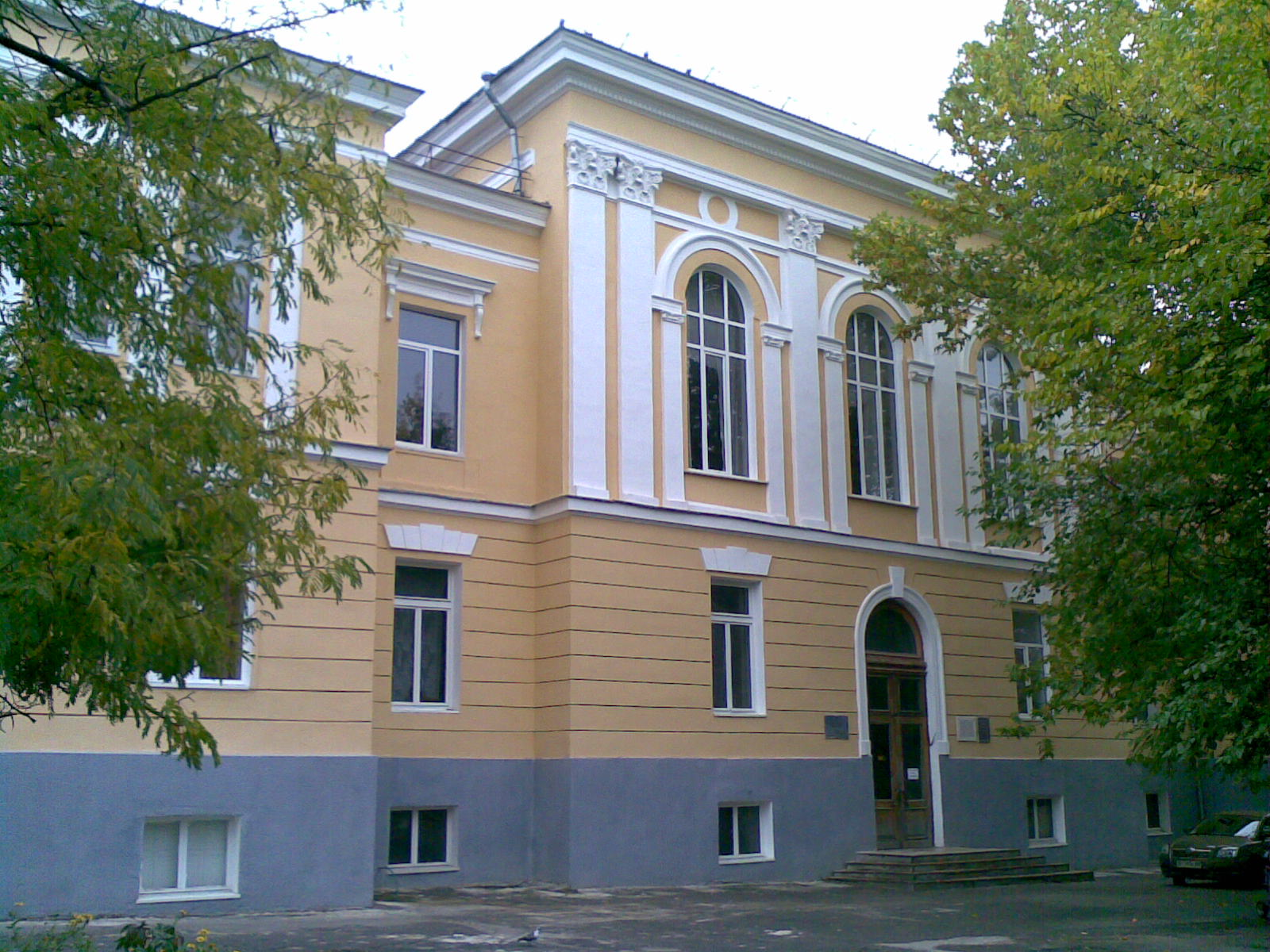
Центральний вхід до будівлі Обласного палацу молоді

Вулиця почала формуватися у другій половині XIX ст. — тоді вона отримала назву Дніпровська. Завершилося формування вулиці після Другої світової війни, коли вона отримала назву Чекістів. З 2016 року носить назву на честь отамана Петра Калнишевського.
У буд. № 2, побудованому на початку XX ст. в стилі класицизму, в листопаді 1917-го відбулася визначна подія — Херсонський губерніальний з'їзд Рад робітничих і солдатських депутатів та представників місцевого самоврядування оголосив Херсонщину невід'ємною частиною України, а владу Української Народної Республіки — найвищою владою у Херсонській губернії. Після знищення УНР більшовиками у цій будівлі розмістився Палац піонерів. У теперішній час тут знаходиться Обласний палац молоді.
У будинку № 2а з 1974 року працює дитячо-юнацька спортивна школа № 3, де навчається близько 2 тис. підлітків. Найбільшою популярністю у юних спортсменів користуються такі види спорту, як вільна боротьба, теніс, легка атлетика, стрільба, спортивна гімнастика.
На території, що примикає до ДЮСШ зі сходу, з 1830 року знаходилася арештантська рота. Пізніше тут розмістилася так звана «Єлисаветградська тюрма».
Протилежний (правий) бік кварталу примикає до Шевченківського парку. Наступний квартал вулиці займають житлові будинки.